# Mimela runsorica
Mimela runsorica är en skalbaggsart som beskrevs av Hermann Julius Kolbe 1910. Mimela runsorica ingår i släktet Mimela och familjen Rutelidae. Inga underarter finns listade i Catalogue of Life.